# 银山站 (徐州市)
银山站是徐州地铁3号线的地铁站，位于中华人民共和国江苏省徐州市铜山区南沙路与泰中路交叉口东北侧，为3号线南端终点站，亦是徐州地铁系统中目前最南端的车站，于2024年12月3日开通。

## 车站结构
银山站平行于南沙路东西设置，为地上三层局部地下一层侧式站台车站，车站长227.75米，宽23.8米，车站地面为站厅层，地上二层为站台层，地上三层为预留站厅层，站台设置半高站台门。车站东侧设有交叉渡线，供列车站前折返，车站日常仅使用南侧站台。
| 地上三层          | 未启用站厅   | |
| 地上二层          | 站台         | \| 側式 \| \| \| \| \| \| █ 3号线备用存车线 \| \| \| \| █ 3号线往振兴大道（高新区南） \| \| 側式 · 開左邊车门 \| \| \| |
| 地面              | 出入口及站厅 | 1、2出入口、客服中心、自动售票机、验票机                                                                               |
| 側式              |              | |
|                   |              | █ 3号线备用存车线 |
|                   |              | █ 3号线往振兴大道（高新区南）                                                                                          |
| 側式 · 開左邊车门 |              | |

## 车站出口
银山站共设2个出入口，各出口及周围设施如下所示：
| 出口编号            | 照片 | 出口指示       | 建议前往的目的地 |
| ------------------- | ---- | -------------- | ---------------- |
| 1 · 出口 · （设有） |      | 南沙路（北侧） | 嘉乐园           |
| 2 · 出口 · （设有） |      | 南沙路（北侧） |                  |
| 图例： 设有         |      |                |                  |

## 接驳交通

### 公交车
- 嘉乐园：205路

## 车站历史
本站工程名为麦楼站，正式站名为银山站，以车站北侧的银山命名。
- 2020年1月5日，车站主体结构封顶[2]。
- 2024年12月3日，车站随3号线二期通车开通[1]。